# Torre Civica (Scandiano)

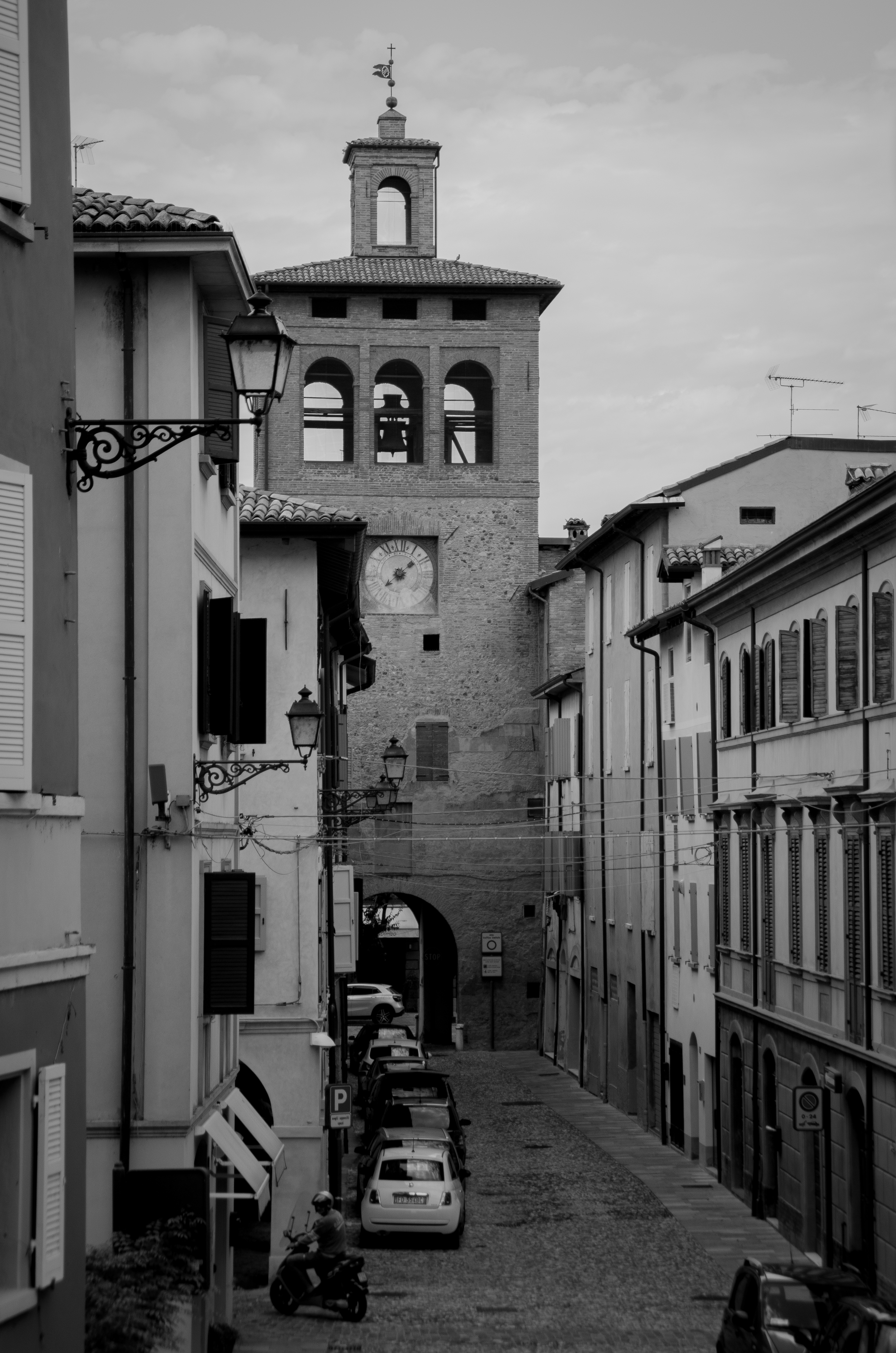
Torre Civica in Scandiano

Die Torre Civica oder Torre dell’Orologio ist ein Turm in Scandiano in der italienischen Region Emilia-Romagna.

## Geschichte
Die Torre Civica ließ Feltrino Boiardo, der erste Graf von Scandiano, in der ersten Hälfte des 15. Jahrhunderts erbauen. Sie war ein Stadttor der mittelalterlichen Siedlung. 1548 wurde darauf eine Uhr angebracht.
Sie war auch der Glockenturm, der den Tag in Scandiano markierte. Die kleinere Glocke wurde 1543 von Papst Paul III. geweiht, während die größere 1577 geschaffen wurde. Auf den Glocken befinden sich Reliefs des Wappens von Scandiano, das sich aber von dem heutigen Wappen unterscheidet: Es gibt keinen Adler darauf.
Die größere Glocke diente dazu, die Bewohner der Siedlung im Falle von Unglücken, Krankheiten und Kriegen zusammenzurufen. Von den Bewohnern wurde der Turm „Campanone“ genannt; heute trägt die örtliche Abteilung des Zivilschutzes seinen Namen.
Das Ziffernblatt der Uhr zur Via Cesare Magati verfügt über eine einzelne Kugel mit Stift in Form einer Sonne. Unter dem Zifferblatt war in einer Nische die Heilige Katharina, die Schutzheilige von Scandiano, abgebildet. Das Fresko findet sich heute im Palazzo Municipale.